# Ganserlberg
Der Ganserlberg (auch Ganslberg oder Annaberg) ist eine Anhöhe im 18. Wiener Gemeindebezirk Währing. Er bildet die Fortsetzung des Höhenzugs vom Schafberg (390 m) über den Mitterberg und den Gürtel bis zum Brünnlfeld (heute AKH) und ist Teil des Wienerwald-Gebirges. Gleichzeitig bildete der Höhenzug das rechte, südliche Bachufer des Währinger Baches und das linke, nördliche Bachufer des Alserbachs. Die Anhöhe nimmt heute den Bereich zwischen dem Anton-Baumann-Park (203 m) und dem Johann-Nepomuk-Vogl-Platz (211 m) ein.
Der Name des Ganserlbergs wurde 1850 in einem Stadtplan von Anton Ziegler genannt. Der Name soll von einer Gastwirtschaft stammen, die sich nahe der heutigen Lutherkirche befunden hätte und für ihren Gänsebraten berühmt gewesen sei. Weitere bekannte Bauwerke am Ganserlberg sind die Lazaristenkirche des Architekten Friedrich von Schmidt und der Währinger Wasserturm im Anton-Baumann-Park. Bis 1864 hieß die heutige Schumanngasse Ganserlberggasse, zwischen 1864 und 1894 wurde sie Annagasse genannt.